# 陡沟镇 (无为市)
陡沟镇，是中华人民共和国安徽省芜湖市无为市下辖的一个乡镇级行政单位。

## 行政区划
陡沟镇下辖以下地区：
陡沟社区、华龙社区、凤凰桥社区、红星村、忠台村、贵山村、金李村、五一村、张桥村、百官圩村、裕兴村、双湾村、双圩村、樊渡村、田桥村、刘东村和西河村。